# Auld Alliance
Auld Alliance (fr. Vieille Alliance, Stare Przymierze) – seria kolejnych traktatów, o charakterze zarówno obronnym jak i ofensywnym, zawieranych pomiędzy Szkocją i Francją, a skierowanych przeciwko Anglii. Według niektórych źródeł pierwszy sojusz tego rodzaju miał zostać zawarty w 1165 przez Wilhelma I Lwa, Ludwika VII i Magnusa V, brak jest jednak żadnych pisemnych źródeł potwierdzających taką współpracę pomiędzy królami Francji, Szkocji i Norwegii. Pierwsze udokumentowane porozumienie tego rodzaju zostało podpisane w Paryżu 23 października 1295 - jego sygnatariuszami byli John Balliol i Filip IV Piękny, przy kolejnych okazjach było ono odnawiane (w szczególności w czasie wojny stuletniej). Formalny koniec "Starego Przymierza" nastąpił wraz z podpisaniem Traktatu Edynburskiego w 1560, na mocy którego niewielkie siły francuskie opuściły Szkocję, spełniając tym samym żądania Anglii.